# Ramularia desmodii
Ramularia desmodii är en svampart som beskrevs av Cooke 1878. Ramularia desmodii ingår i släktet Ramularia och familjen Mycosphaerellaceae.   Inga underarter finns listade i Catalogue of Life.